# 아가스티야
아가스티야는 힌두교에서 존경받는 인도의 성인이다. 인도 전통에서 그는 은둔자로 잘 알려져 있으며 인도 아대륙의 다양한 언어에 능통한 영향력 있는 학자이다. 그는 일부 전통에서 치란지비로 여겨진다. 그와 그의 아내 로파무드라는 산스크리트어 문헌 리그베다 및 기타 베다 문학의 1.165에서 1.191 찬가의 저자로 유명하다.
아가스티야는 싯다 의학의 아버지로 여겨진다. 아가스티야는 주요 라마야나와 마하바라타를 포함한 수많은 이티하사와 푸라나에 등장한다. 그는 베다 문헌에서 가장 존경받는 7명의 리시(사프타리시) 중 한 명이며, 시바파 전통에서 타밀족 싯다르 중 한 명으로 숭배된다. 그는 고대 타밀어의 초기 문법인 아갓티암을 발명했으며, 원시 시대 스리랑카와 남인도의 시바 중심지에서 탐라파르니야 의학과 영성 발전에 선구적인 역할을 했다. 그는 또한 푸라나 문학의 샤크티파와 비슈누파에서도 숭배된다. 그는 남아시아 및 동남아시아의 힌두 사원, 예를 들어 초기 중세 시대의 자와섬 인도네시아 시바 사원에서 고대 조각과 부조에서 발견되는 인도 성인 중 한 명이다. 그는 11세기 판본이 현존하는 고대 자와어 문헌 아가스티야파르바의 주요 인물이자 구루이다.
아가스티야는 전통적으로 바라하 푸라나에 나오는 아가스티야 기타, 스칸다 푸라나에 포함된 아가스티야 삼히타, 드바이타-니르나야 탄트라 문헌과 같은 많은 산스크리트어 문헌의 저자로 알려져 있다. 그는 또한 그의 신화적인 기원 때문에 마나, 칼라사자, 쿰바하자, 쿰바요니, 마이트라바루니라고도 불린다.

## 어원 및 명명법

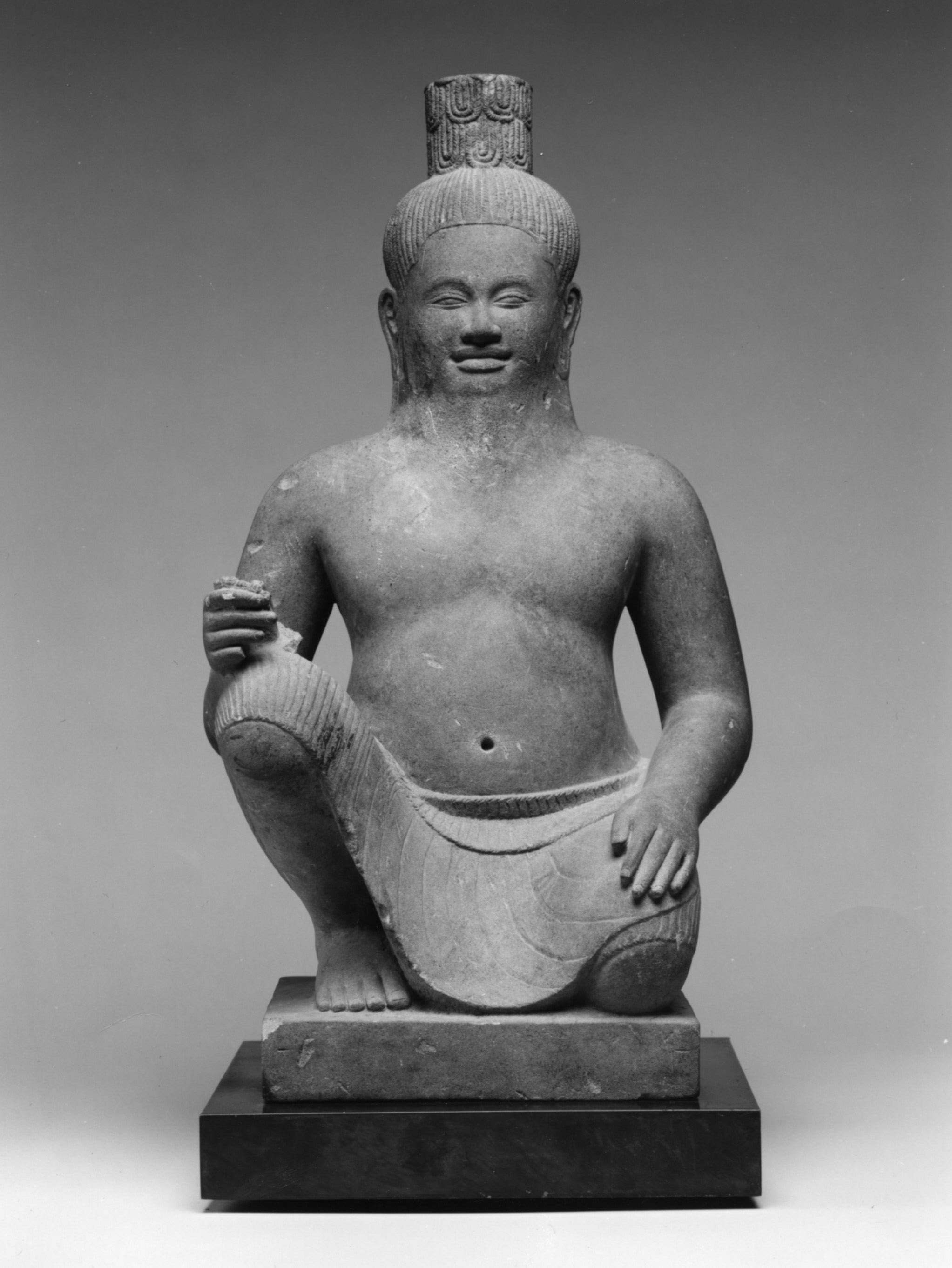
앉은 자세의 성인 아가스티야. 이 조각은 앙코르 시대, 캄보디아, c. 975 CE의 것이다.

"아가스티야"에 대한 몇 가지 다른 어원이 제시되었다. 한 이론은 뿌리가 아지(Aj) 또는 안지(Anj)이며, 이는 "밝게 하다, 찬란하게 하다"를 의미하고 아가스티야를 어둠 속에서 "밝게 하는 자"와 연결하며, 아가스티야는 전통적으로 인도 아대륙 하늘에서 시리우스 다음으로 두 번째로 밝게 빛나는 별인 카노푸스의 인도 이름이다.
세 번째 이론은 이란어 "가스타(gasta)"가 "죄, 더러움"을 의미하고 "아-가스타(a-gasta)"는 "죄가 없는, 더럽지 않은"을 의미하는 인도유럽어족 기원과 연결시킨다. 네 번째 이론은 라마야나 2.11절의 민간 어원에 기초하여 아가스티야는 아가(aga, 움직이지 않는 또는 산)와 감(gam, 움직이다)에서 유래하며, 이 뿌리들이 합쳐져 "산을 움직이는 자" 또는 "움직이지 않는 것을 움직이는 자"를 의미한다고 한다. 이 단어는 아자스티 및 아가티야르라고도 표기된다.

## 생애

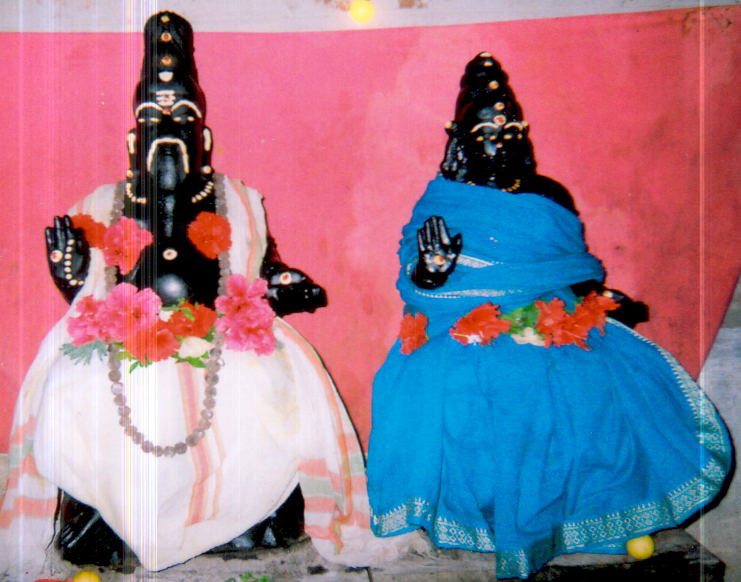
마하리시 아가스티야와 로파무드라

아가스티야는 리그베다의 여러 찬가에 이름이 명시된 저자이다. 이 찬가들은 그의 전기를 제공하지 않는다. 아가스티야의 기원인 리그베다 사프타리시 중 한 명인 풀라스티야가 그의 아버지이다. 그의 기적적인 부활은 신 바루나와 미트라가 행하는 야즈나에서 천상의 압사라 우르바시가 나타나는 것에 이어진다. 그들은 그녀의 비범한 성적 매력에 압도되어 사정한다. 그들의 정액은 흙 항아리에 떨어지고, 이것이 아가스티야의 태아가 자라는 자궁이 된다. 그는 이 항아리에서 태어나며, 일부 신화에서는 그의 쌍둥이 성인 바시슈타와 함께 태어난다. 이 신화는 그에게 문자 그대로 "자궁이 흙 항아리였던 자"를 의미하는 쿰바요니(kumbhayoni)라는 이름을 부여한다.
아가스티야는 타밀 브라만(마라이야르)으로, 금욕주의적인 삶을 살며 독학하며 유명한 성인이 된다. 그의 알려지지 않은 기원은 베다 시대의 아가스티야가 남쪽에 영향을 미친 이주민이었을 것이라는 추측으로 이어진다.
푸라나와 서사시에 나오는 일관성 없는 전설에 따르면, 금욕적인 성인 아가스티야는 비다르바 왕국에서 태어난 공주 로파무드라에게 청혼했다. 그녀의 부모는 아가스티야의 금욕적인 숲 생활을 그녀가 감당하지 못할까 봐 결혼을 축복하기를 꺼려했다. 그러나 전설에 따르면 로파무드라는 그를 남편으로 받아들였는데, 아가스티야가 금욕적인 생활의 부를 가졌고, 그녀의 젊음은 계절과 함께 시들 것이며, 그의 미덕이 그를 올바른 사람으로 만든다고 말했기 때문이라고 한다. 그리하여 로파무드라는 아가스티야의 아내가 된다. 다른 판본에서는 로파무드라가 아가스티야와 결혼하지만, 결혼 후 그녀는 결혼을 완성하기 전에 아가스티야가 기본적인 편의를 제공할 것을 요구하고, 이 요구는 결국 아가스티야가 사회로 돌아가 부를 벌도록 강요하게 된다.
아가스티야와 로파무드라에게는 드르다슈유라는 아들이 있었는데, 때로는 이드마바하라고도 불린다. 그는 마하바라타에서 태중에 있을 때 부모의 말을 듣고 베다를 배우며, 찬가를 암송하며 세상에 태어나는 소년으로 묘사된다.

### 아가스티야 아슈람
아가스티야는 은둔처(아슈람)를 가지고 있었지만, 고대 및 중세 시대의 인도 문헌들은 이 아슈람에 대해 일관성 없는 이야기와 위치를 제공한다. 두 전설은 이 아슈람을 마하라슈트라 북서부, 고다바리강 유역, 나시크 근처의 아가스티야푸리와 아콜레라는 작은 마을에 둔다. 북인도와 동인도 자료에서 언급된 다른 추정지는 마하라슈트라 서부 가트의 아인와디(아가스티나가르) (탈-칸하푸르) 마을의 상글리 근처, 또는 카나우지 (우타르프라데시주) 근처, 또는 루드라프라야그 (우타라칸드주) 근처의 아가스티야무니 마을, 또는 사트푸라산맥 (마디아프라데시주)이다. 남인도 자료와 북인도 데비바가바타 푸라나에서는 그의 아슈람이 타밀나두주에 있으며, 티루넬벨리, 포티가이 언덕, 또는 탄자부르에 다양하게 위치한다. 그는 칼리 유가가 시작된 직후 칸야쿠마리의 바위 위에서 동쪽을 향해 고행했다. 그의 최종 안식처는 티루바난타푸람의 아가스티야르쿠담으로도 여겨진다.

## 문헌 자료

### 베다
아가스티야는 힌두교의 네 베다 모두에 언급되며, 브라마나, 아란야카, 우파니샤드, 서사시, 그리고 많은 푸라나에 등장하는 인물이다. 그는 리그베다(~기원전 1200년) 1.165에서 1.191 찬가의 저자이다. 그는 베다 학교(구루쿨)를 운영했으며, 리그베다 1.179 찬가에 그의 아내 로파무드라와 그의 학생들이 저자로 기재되어 있다는 점이 이를 증명한다. 그는 베다 시대에 존경받는 성인이었으며, 다른 성인들이 작곡한 리그베다의 많은 찬가들도 아가스티야를 언급한다. 아가스티야가 작곡한 찬가들은 언어 유희와 직유, 수수께끼와 말장난, 그리고 그의 영적 메시지에 담긴 인상적인 이미지로 유명하다.
아가스티야 베다 구절
오 인드라여, 당신에게는 가장 너그러운 부가 있습니다.

모든 의로운 삶을 사는 자를 돕는.

이제 이 마루트들이 우리에게 자애로운 친절을 베풀어 주시기를,

옛날부터 항상 우리를 도왔던 신들이시여.

    —1.169.5,

    번역: 랄프 T.H. 그리피스

우리가 상쾌함을 알게 하소서,

그리고 활기찬 물을 가진 공동체를 알게 하소서.

    —1.165.15, 1.166.15, 1.167.11, etc.

    번역: 스테파니 제이미슨, 조엘 브레튼;
그의 베다 시는 특히 두 가지 주제로 유명하다. 한 찬가에서는 아가스티야가 신 인드라와 마루트가 이끄는 두 군대 간의 갈등을 묘사하는데, G. S. 구리예와 같은 학자들은 이를 아리아(인드라)와 다사(루드라) 간의 갈등에 대한 알레고리로 해석했다. 아가스티야는 성공적으로 그들의 갈등을 화해시키고, 둘 사이의 이해와 친절을 기도하는 제물을 바친다. 리그베다 만달라 1에서 그가 작곡한 27개의 찬가 중 21개는 그의 서명으로 끝맺는데, 그는 "모든 공동체가 상쾌함(음식)과 활기찬 물을 알게 하소서"라고 호소한다. 이러한 생각으로 인해 그는 아리아와 다사 모두의 수호자로 여겨진다. 그러나 일부 학자들은 동일한 찬가를 두 가지 상충되는 이데올로기나 생활 방식에 대한 알레고리로 해석하는데, 아가스티야가 아리아 또는 다사라는 단어를 사용하지 않고 오직 우바우 바르나브(문자 그대로 "두 색상")라는 구절만 사용하기 때문이다. "상호 이해"를 통한 영구적인 화해의 주제와 아이디어, 그리고 아가스티야의 이름은 힌두교의 아이타레야 아란야카 1.2.2절에 다시 등장한다.
두 번째 주제는 힌두교 문헌에서 유명한데, 그의 아내 로파무드라와 그가 수도승의 고독한 영성 추구와 가장의 삶과 가족을 부양하는 책임 사이의 인간적 긴장에 대해 논하는 것이다. 아가스티야는 행복과 해방에 이르는 많은 방법이 있다고 주장하는 반면, 로파무드라는 삶의 본질, 시간, 그리고 둘 다 가능성에 대한 자신의 주장을 제시한다. 그녀는 직유로 가득 찬 리그베다 찬가 1.179에서 아가스티야를 성공적으로 유혹한다.
아가스티야는 리그베다의 가장 오래된 층과 가장 어린 층(기원전 1500년–1200년경) 모두에 언급되어 있으며, 예를 들어 만달라 7의 33번째 찬가는 만달라 1보다 오래되었다. 그는 또한 다른 세 베다와 베당가 문학, 예를 들어 니룩타의 5.13–14절에도 언급되어 있다. 아가스티아와 그의 사상은 타이티리야 삼히타 7.5.5절, 카타카 삼히타 10.11절, 마이트라야니 삼히타 2.1절, 아이타레야 브라마나 5.16절, 타이티리야 브라마나 2.7.11절, 판차빔사티 브라마나 21.14절과 같은 수많은 다른 베다 문헌에서 인용된다.

### 라마야나

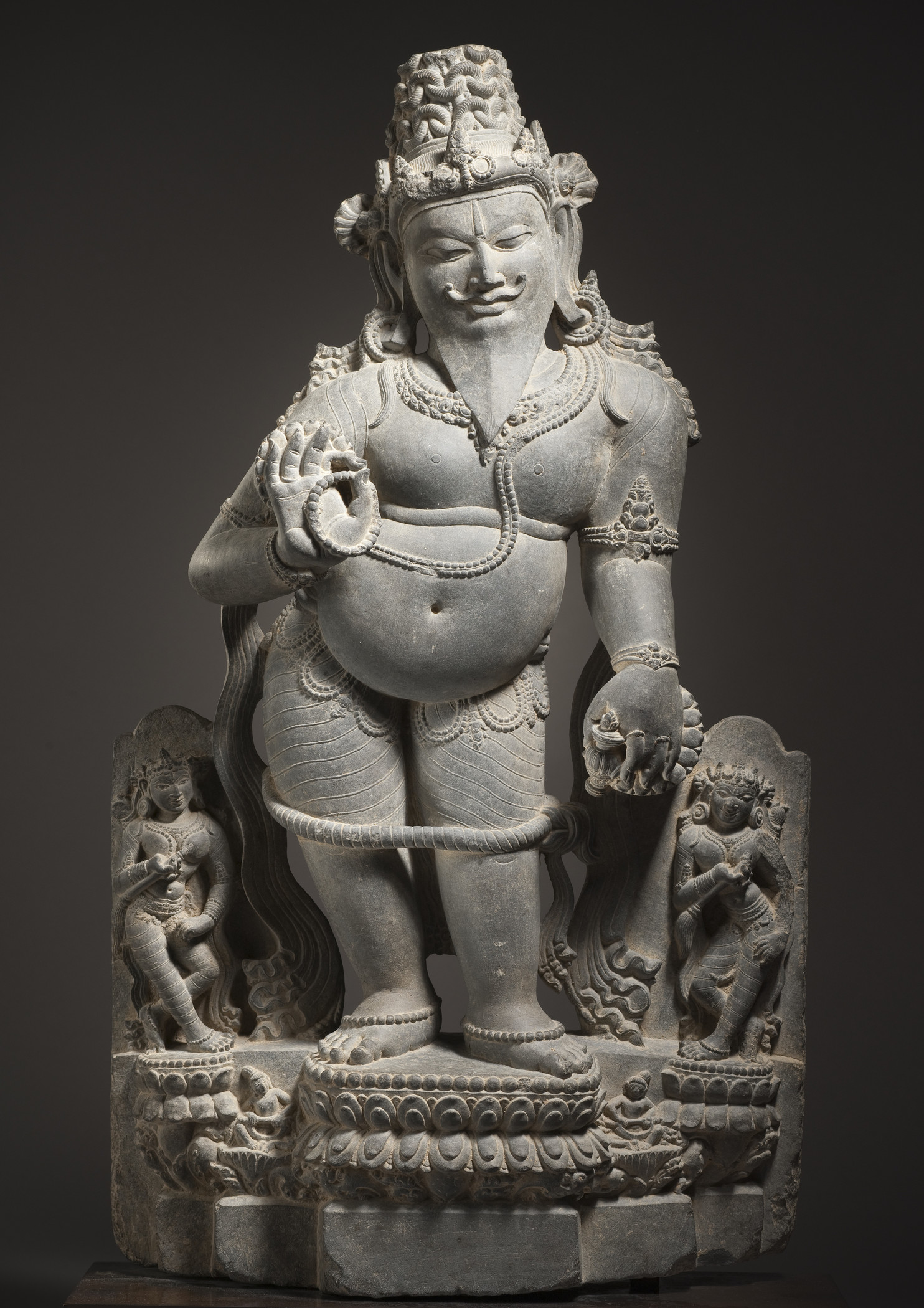
비하르주에서 온 12세기 아가스티아 조각상.

힌두 서사시 라마야나에서 성자 아가스티야는 여러 장에서 언급되며 그의 은둔처는 고다바리강 유역에 위치한 것으로 묘사된다.
라마야나에서 아가스티야와 로파무드라는 빈드야 산맥의 남쪽 경사면에 있는 단다카 숲에 살고 있는 것으로 묘사된다. 라마는 아가스티야를 신들도 불가능하다고 여기는 일을 할 수 있는 자로 칭송한다. 그는 라마에 의해 태양, 달, 그리고 살아있는 존재들이 쉽게 지나갈 수 있도록 빈디아산맥을 낮추라고 명령한 성인으로 묘사된다. 그는 또한 자신의 다르마의 힘을 사용하여 9,000명의 사람들을 공동으로 오도하고 파괴한 바타피와 일왈라 악마들을 죽인 성인으로도 묘사된다.
라마야나에 따르면 아가스티야는 키가 작고 몸집이 크지만, 남쪽에 살면서 시바의 힘과 카일라샤산과 메루산의 무게 균형을 맞추는 독특한 성인이다. 아가스티야와 그의 아내는 라마, 시타, 락슈마나를 만난다. 그는 그들에게 신성한 활과 화살을 주고, 라바나의 사악한 본성을 설명하며, 윌리엄 벅, B. A. 반 노오텐, 셜리 트리에스트에 따르면, "라마야, 악마들은 인간을 사랑하지 않으니, 인간은 서로 사랑해야 한다"는 조언과 함께 작별을 고한다.

### 마하바라타
아가스티야의 이야기는 두 번째 주요 힌두 서사시 마하바라타에도 반영되어 있다. 그러나 라마 대신, 이 이야기는 유디슈티라와 로마사가 3권 바나 파르바 (숲의 책)의 96절부터 시작하는 대화로 전해진다.
그는 서사시에서 엄청난 섭취 및 소화 능력을 가진 성인으로 묘사된다. 아가스티야는 다시 한 번 빈디아산맥이 자라는 것을 멈추고 낮추며, 라마야나와 거의 같은 신화적인 방식으로 바타피와 일왈라 악마들을 죽인다. 바나 파르바는 또한 로파무드라와 아가스티아가 약혼하고 결혼하는 이야기도 담고 있다. 여기에는 인드라와 브리트라 사이의 전쟁에 대한 신화적인 이야기도 포함되어 있는데, 모든 악마들이 바다에 숨고, 신들이 아가스티야에게 도움을 요청한다. 아가스티야는 바다를 마셔 악마들을 신들에게 드러낸다.

### 푸라나
힌두교의 푸라나 문학에는 아가스티야에 대한 수많은 이야기가 있는데, 인도의 베다 및 서사시 문학에서 발견되는 신화보다 더 정교하고 환상적이며 일관성이 없다. 예를 들어, 마츠야 푸라나 61장, 파드마 푸라나 22장, 그리고 다른 7개의 마하 푸라나는 아가스티야의 전체 전기를 다룬다. 일부는 그를 사프타리시 (일곱 위대한 리시) 중 한 명으로 기록하는 반면, 다른 일부는 그를 힌두 전통의 여덟 또는 열두 명의 비범한 성인 중 한 명으로 기록한다. 이름과 세부 사항은 푸라나마다, 또는 같은 푸라나의 다른 필사본 버전마다 일관성이 없다. 그는 앙기라스, 아트리, 브리그, 바르가바, 바라드바자, 비슈바미트라, 바시슈타, 카샤파, 고타마, 자마다그니 등과 함께 다양하게 기록된다.
아가스티야는 모든 주요 힌두교 전통인 시바파, 샤크티파, 비슈누파의 푸라나에서 존경받는 인물로 언급된다. 많은 푸라나에는 아가스티야와 다른 사프타리시의 후손에 대한 길고 상세한 이야기가 포함되어 있다.

### 타밀어 문헌

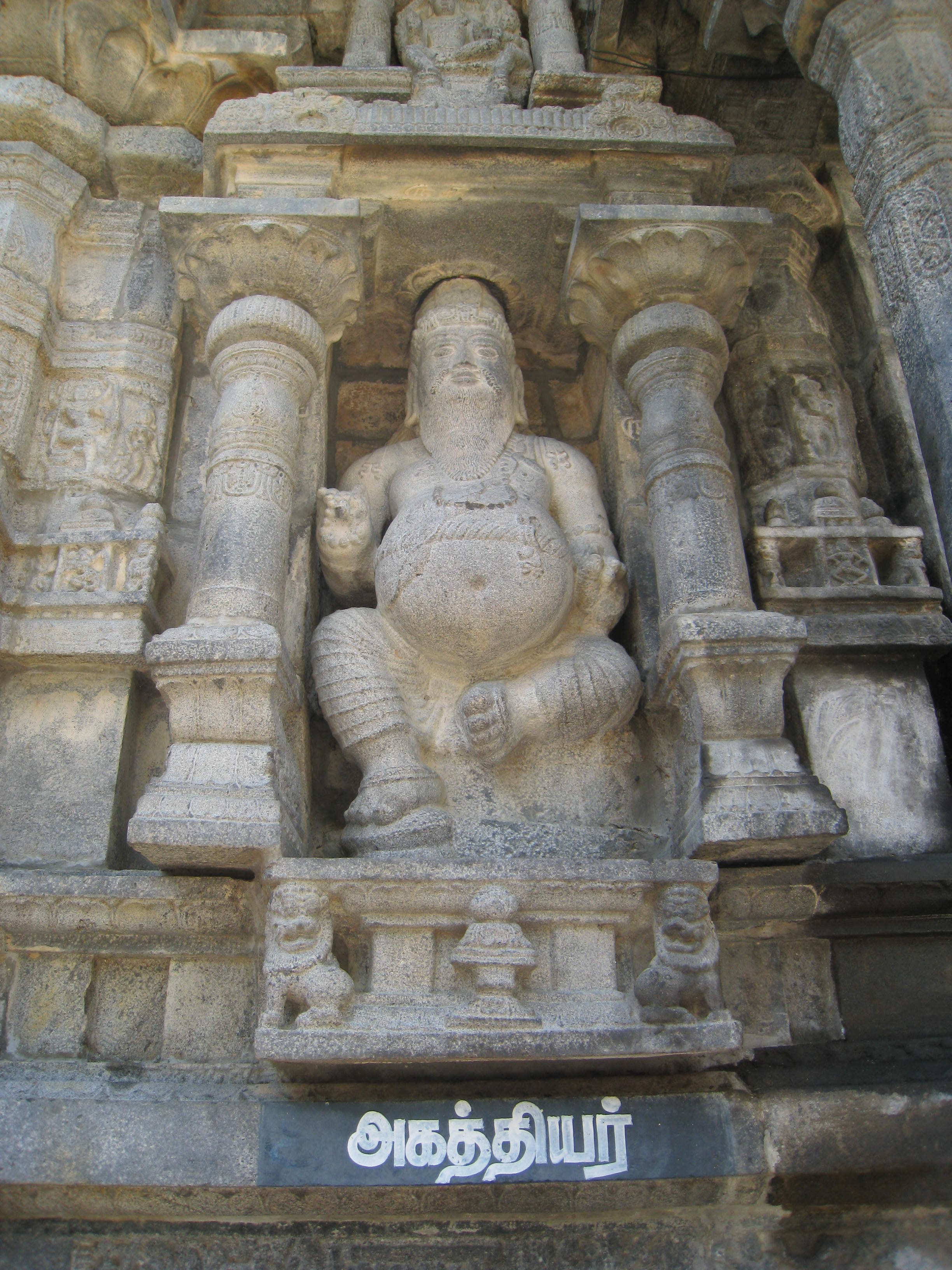
아가티야르, 타밀나두주

타밀 전통에서 아가스티야는 타밀어의 아버지이자 최초의 타밀어 문법인 아갓티암 또는 아카티암의 편찬자로 여겨진다. 아가스티야는 타밀 전통에서 문화 영웅이었고 수많은 타밀어 문헌에 등장한다. 아가스티야는 북인도에서 남인도 타밀 지역으로 왔을 때 신 무루간으로부터 타밀어를 배웠다.
아가스티야에 대한 북부와 남부(타밀) 전통 사이에는 유사점과 차이점이 있다. 이라바탐 마하데반에 따르면, 두 전통 모두 아가스티야가 북쪽에서 남쪽으로 이주했다고 말한다. 기원후 초기 또는 기원후 2세기경으로 추정되는 타밀어 문헌 푸라나누루의 201절은 아가스티야와 함께 많은 사람들이 남쪽으로 이주했음을 언급한다.
북부 전설에서는 베다 전통과 산스크리트어 전파에서 아가스티야의 역할이 강조되는 반면, 남부 전통에서는 관개, 농업, 그리고 타밀어 발전에 대한 그의 역할이 강조된다. 북부에서는 그의 조상이 불명확하며, 신화적인 전설은 아가스티야가 진흙 항아리에서 태어났다고만 말한다. 남부 전통에서는 항아리에서 태어났다는 언급이 흔하지만, 두 가지 다른 남부 전설은 그를 상감(Sangam) 정치 체제로 두며, 18개의 벨리르 부족을 드바라카에서 남쪽으로 이주시켰다고 한다.
마하데반은 북부 전통 이야기가 "믿을 수 없는 우화와 신화의 집합에 불과하다"고 말하는 반면, 남부 판본은 "훨씬 더 진실성이 있고 역사적 사건에 대한 현실적인 설명으로 보인다"고 말한다. 다른 이들은 동의하지 않는다. 예를 들어, K.N. 시바라자 필라이에 따르면, 초기 상감 문학이나 기원후 1천년 중반 이전의 타밀어 문헌에는 아가스티야에 대한 언급이 전혀 없다. 리처드 바이스에 따르면, 타밀어에서 아가스티야의 역할에 대한 가장 초기 언급은 8세기 나키라르의 이라이야나르 아카포룰(Iraiyanar Akapporul)에서 찾을 수 있다. 그러나 중세 시대 타밀 전통의 이야기에서 아가스티야는 4,440년 동안 지속된 첫 번째 상감 시대를 개척했고, 또 다른 3,700년 동안 지속된 두 번째 상감 시대에 참여했다.
티루만티람은 아가스티야를 시바가 요청하여 북쪽에서 와서 남쪽 포티가이 산에 정착한 금욕적인 성인으로 묘사한다. 그는 산스크리트어와 타밀어 모두를 완벽하게 구사하고 사랑하며, 두 언어 모두에서 지식을 쌓아 통합, 조화, 학습의 상징이 되었고, 어느 한 언어에 반대하지 않는 인물로 묘사된다. 스칸다 푸라나에 따르면, 시바가 파르바티와 결혼할 때 온 세상이 히말라야를 방문했다. 이로 인해 지구가 한쪽으로 기울어졌다. 시바는 아가스티야에게 균형을 회복하기 위해 남쪽 지역으로 가달라고 요청했다. 그리하여 아가스티야는 시바의 명령에 따라 남쪽으로 이주했다.

#### 싯다르

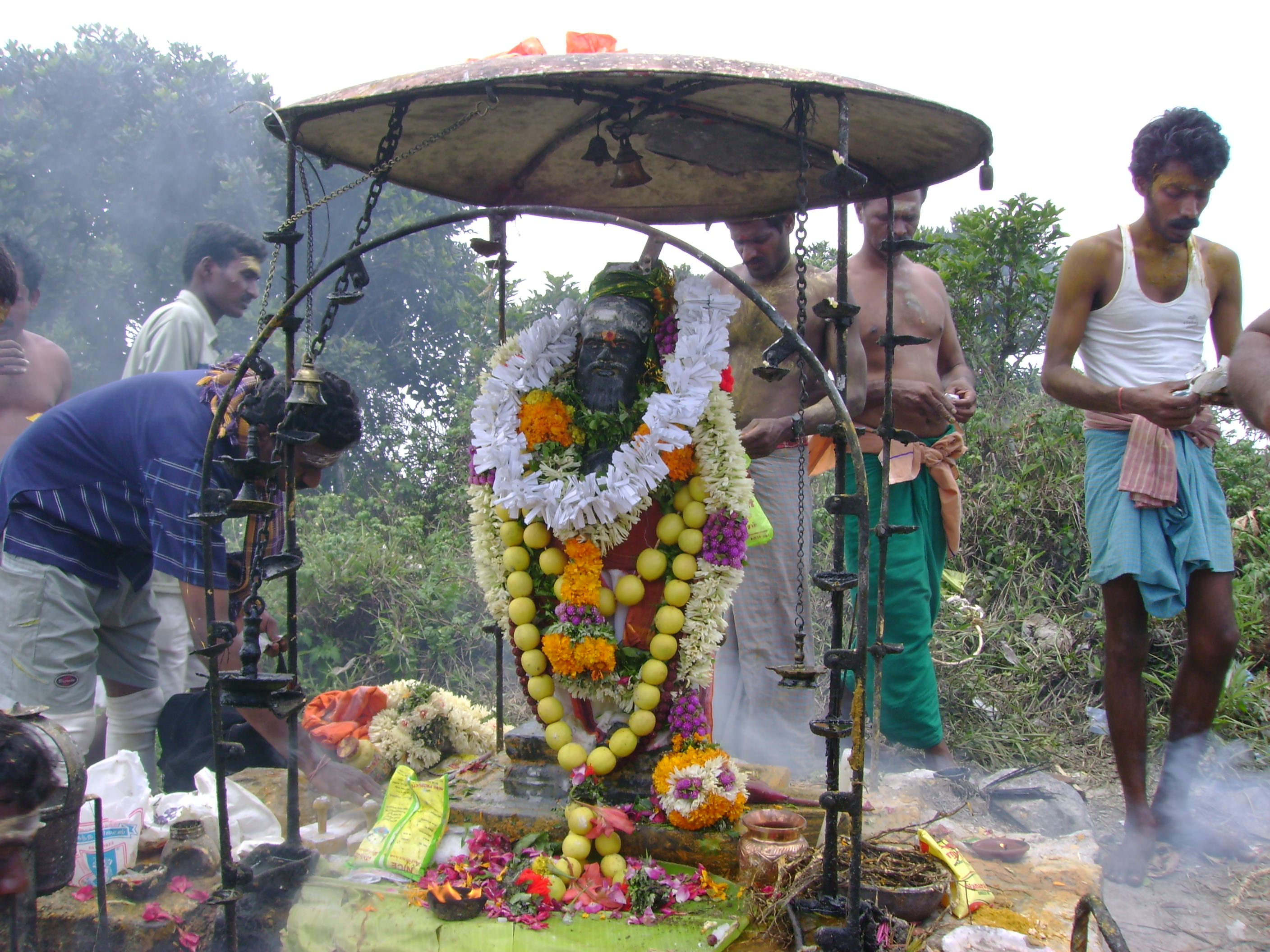
아가스티야 말라 봉우리 꼭대기에 있는 아가스티야 사당에 과일과 꽃으로 된 화환을 바치는 숭배.

타밀 힌두 전통에서 아가스티야는 첫 번째이자 가장 중요한 싯다르 (타밀어: cittar, 산스크리트어: siddha)로 여겨진다. 싯다르는 산스크리트어 동사 어근 sidh에서 파생되었는데, 이는 "성취하다" 또는 "성공하다"를 의미한다. 첫 번째 싯다르로서 아가스티야는 자연계와 영적 세계에 대한 지식을 완성한 첫 번째 스승, 성취된 자로 간주된다. 이 타밀 개념은 티베트 마하시다, 스리랑카 불교, 북인도의 나트 힌두 요기 전통과 유사점을 갖는다.

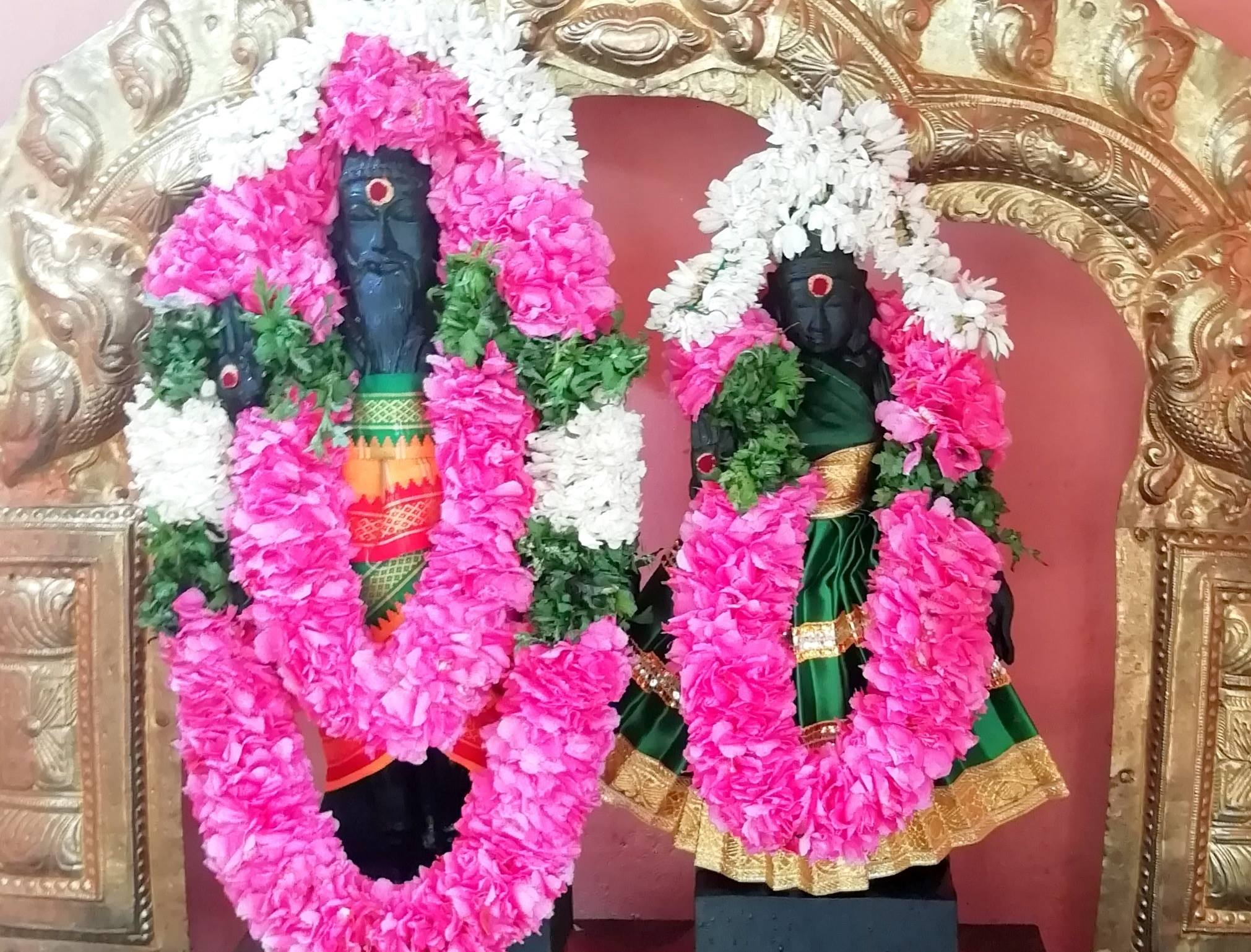
로파무드라 사메다 아가티야르 사원, 마두라이 아. 발라라파티

아가스티야는 티루물라르와 함께 대부분의 다른 싯다르가 특별한 지식 영역으로 존경받는 것과는 달리 철학적, 실천적 영역 모두에서 싯다르로 여겨진다. 아가스티야는 또한 인도 아대륙 전역의 역사적 문헌에서 받은 존경심 때문에 독특하다.
벤카트라만에 따르면, 아가스티야에 대한 싯다르 관련 문헌은 후기 중세 시대부터 초기 현대 시대까지이다. 특히, 아가스티야를 싯다르로 포함하는 모든 의학 및 건강 관련 타밀어 문헌은 15세기 이후에 작성되었다. 하르트무트 샤르페에 따르면, 아가스티야를 언급하는 가장 오래된 의학 싯다르 타밀어 문헌은 16세기 이전에 작성되지 않았다.
그의 이름은 일부 타밀어 문헌에서 아가티야르(Agathiyar) 또는 아가스티야르(Agasthiyar)로 표기되며, 일부는 의료 문헌의 저자를 다른 사람으로 간주한다.
카밀 즈베르빌에 따르면, 성자 아가스티야, 싯다르 아캇티얀, 그리고 아캇티암의 저자인 아캇티야르는 서로 다른 시대의 세 명 또는 possibly 네 명의 다른 인물이었으며, 시간이 지나면서 타밀 전통에서는 한 명의 인물로 합쳐졌다.

### 불교 문헌
여러 불교 경전에서 아가스티야를 언급한다. 칼라파, 카탄트라, 찬드라-비야카라나와 같은 초기 불교 경전이 파니니를 채택하고 아슈바고샤가 붓다를 찬양하면서 더 고대적인 산스크리트어 시적 방법론을 채택한 것처럼, 아가스티야는 서기 1천년기 불교 경전에 등장한다. 예를 들어 타밀어 경전에서 아캇티안은 아발로키테슈바라인 아발로키탄(Avalokitan)으로부터 타밀어와 산스크리트어 문법 및 시학을 배운 성인으로 묘사된다.

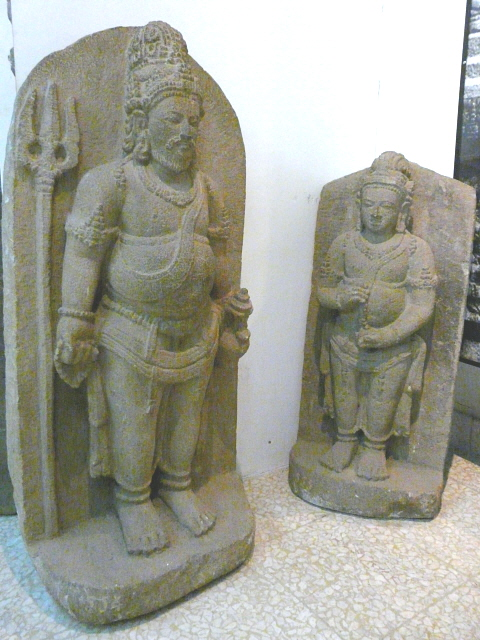
왼쪽 인도네시아 조각상은 아가스티야가 시바의 삼지창을 들고 있는 모습을 시바파의 신성한 성인으로 보여준다. 아가스티야 도상은 동남아시아 사원에서 흔하다.

앤 E. 모니우스에 따르면, 마니메칼라이와 비라촐리암은 아가스티아를 붓다의 제자로 삼는 많은 남인도 문헌 중 두 가지이다.
아가스티야는 자타카 이야기와 같은 다른 역사적인 불교 신화에도 등장한다. 예를 들어, 아리아수라의 불교 경전 자타카-말라(부처의 전생에 대한 이야기)는 아가스티야를 일곱 번째 장으로 포함한다. 아가스티야-자타카 이야기는 세계에서 가장 큰 초기 중세 시대의 대승불교 사원인 보로부두르에 부조로 새겨져 있다.

### 자와어 및 인도어 문헌
아가스티야는 여러 중세 시대 동남아시아 비문, 사원 부조 및 예술에서 가장 중요한 인물 중 한 명이다. 그는 특히 시바 시단타에 대한 그의 가르침 때문에 자와에서 인기가 많았다.
시바 시단타는 자와족 사회에 쉽게 받아들여졌다. 그는 베다 과학과 팔라바 그란타 문자를 소개했지만, 인도네시아 섬 전체에 이슬람이 퍼지기 시작하면서 그의 인기는 시들해졌다. 그는 캄보디아, 베트남 및 기타 지역에서도 발견된다. 아가스티야에 대한 가장 초기 언급은 기원후 1천년기 중반으로 거슬러 올라가지만, 11세기 자와어 문헌 아가스티야-파르바는 아가스티야 성인에게 귀속된 철학, 신화 및 계보의 놀라운 조합이다.
아가스티야-파르바에는 자와어 안에 산스크리트어 구절(슐로카)이 포함되어 있다. 이 문헌은 구루(스승, 아가스티야)와 시샤(학생, 아가스티야의 아들 드르다슈유) 간의 대화로 구성되어 있다. 이 양식은 교훈적, 철학적, 신학적 논문이 혼합된 것으로, 힌두 푸라나와 유사하게 다양한 주제를 다룬다. 자와어 문헌의 장에는 인도인의 순환적 존재론, 윤회(윤회), 대양을 휘젓는 세계 창조(사무드라 만탄), 상키야 학파와 베단타 학파의 힌두 철학 이론, 신 시바와 시바파에 대한 주요 부분, 탄트라에 대한 일부 논의, 통과 의례와 관련된 의식에 대한 매뉴얼 같은 요약 등이 포함된다.
아가스티야-파르바 문헌과 고전 인도 사상 간의 유사점은 명확하지만, 얀 본다에 따르면 이 문헌의 산스크리트어 또는 타밀어 인도어 원본은 인도네시아나 인도에서 발견되지 않았다. 마찬가지로 10세기에서 12세기로 추정되는 다른 아가스티야 관련 인도네시아 문헌들은 유신론적 시바 시단타와 일원론적 아가미크 파슈파타와 같은 시바파의 여러 하위 학파의 사상을 논의하며, 이 문헌들은 이러한 신학들이 동등한 가치와 중요성을 지닌다고 선언한다.

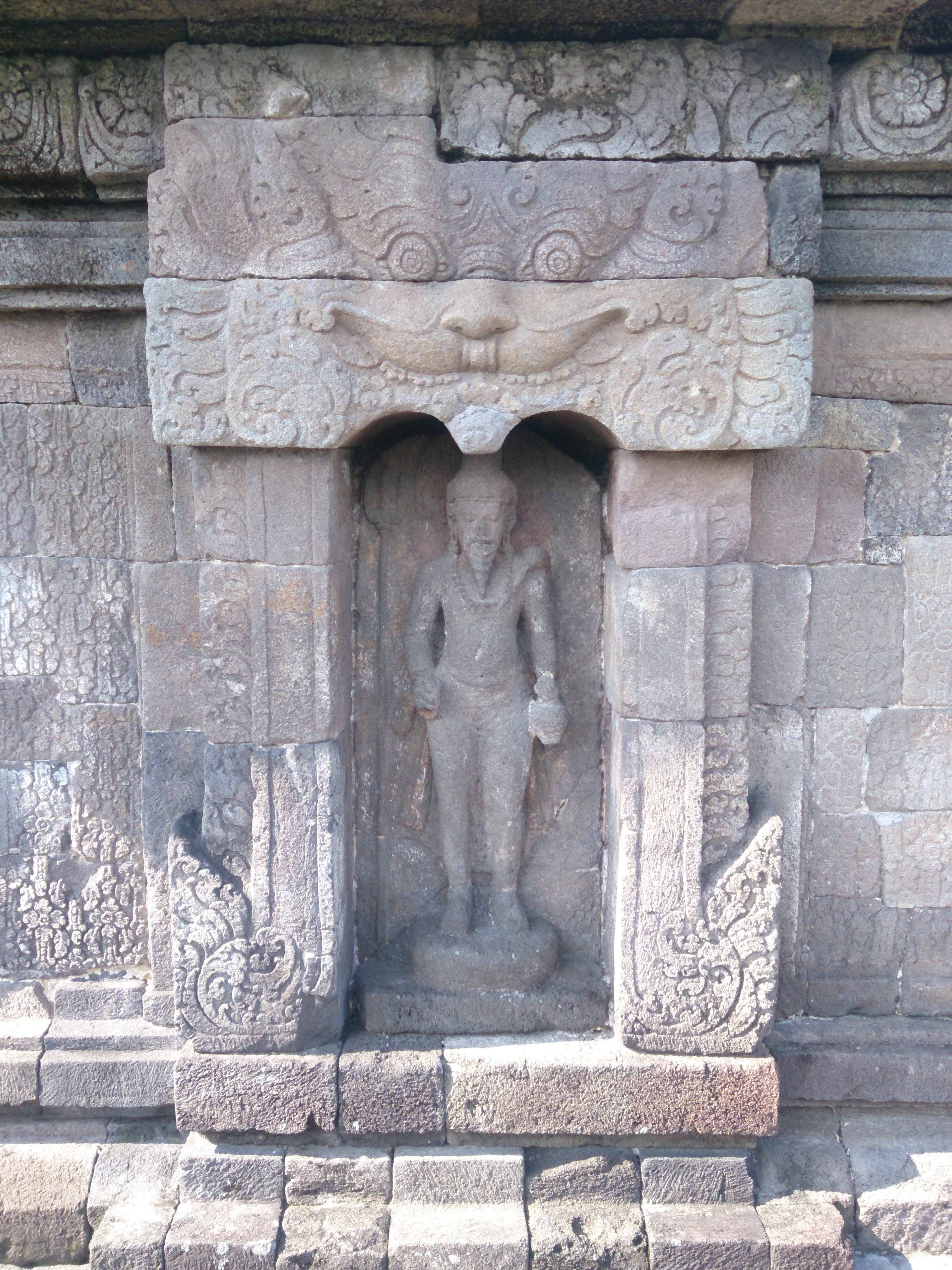
화산 진흙에서 발굴된 9세기 자와족 삼비사리 사원 남쪽 면의 아가스티야.

아가스티야는 자와섬의 돌사원(찬디)과 같은 중세 시대 동남아시아 시바 사원에서 흔히 볼 수 있다. 특정 방위를 향하는 시바, 우마, 난디, 가네샤의 도상과 함께, 이 사원들은 남쪽 면에 아가스티야의 조각상, 이미지 또는 부조를 포함한다. 동남아시아 최대의 힌두 사원 단지인 프람바난의 시바 신전은 내부에 네 개의 셀라(cella)를 갖추고 있다. 프람바난 사원 단지 내의 이 중앙 신전은 남쪽 셀라를 아가스티야에게 봉헌한다.
기원후 760년으로 거슬러 올라가는 디노요 비문은 주로 아가스티야에게 봉헌되었다. 이 비문은 그의 오래된 나무 조각상이 돌로 재건되었다고 명시하며, 이는 동남아시아에서 아가스티아 도상 숭배가 더 오래된 시기부터 널리 퍼져 있었음을 시사한다. 캄보디아에서는 9세기 왕 인드라바르만(수많은 역사적 사원과 관련 예술품 건설을 후원한 것으로 기억됨)이 이 시대의 문헌에 아가스티야 성인의 후손이라고 선언되어 있다.

### 아가스티야 삼히타
아가스티야 삼히타는 아가스티야에 귀속되는 산스크리트어 작품의 제목이다.
그 중 하나는 스칸다 푸라나에 포함된 아가스티야 삼히타이며, 때로는 샹카라 삼히타라고도 불린다. 이 책은 아마도 후기 중세 시대에 쓰여졌지만, 12세기 이전이다. 여러 버전이 존재하며, 카르티케야와 아가스티야 간의 대화 형식으로 구성되어 있다. 모리츠 빈터니츠와 같은 학자들은 스칸다와 아가스티야 같은 시바파 유명인사들이 라마의 비슈누파 사상과 바크티(헌신적 예배)를 가르치고, 인도 바라나시 및 기타 지역의 시바 사원에 대한 관광 안내서와 섞여 있기 때문에 이 문서의 현존하는 버전의 진정성은 의심스럽다고 말한다.

### 아가스티마타
아가스티야는 보석과 다이아몬드에 대한 10세기 이전 논문인 아가스티마타의 저자로 알려져 있으며, 기원, 품질, 테스트, 보석 제작에 대한 장들을 포함하고 있다. 보석 및 보석학에 관한 다른 몇몇 산스크리트어 문헌들도 인도 전통에서 아가스티야에게 귀속된다.

### 기타
아가스티야에 대한 다른 언급은 다음과 같다.
- 브리하드데바타 5.134절.[14]
- 힌두교 샤크티파 전통의 랄리타 사하스라나마는 여신 랄리타의 1000가지 이름을 묘사하며 브라흐만다 푸라나의 일부이다. 이 책은 하야그리야(비슈누의 아바타라)가 아가스티야에게 가르친 것으로 제시된다.[82]
- 아가스티야는 라마가 라바나를 이길 수 있도록 암송하라고 라마에게 말한 아디티아 흐리다얌 (문자 그대로 "태양의 심장")의 창시자로 알려져 있다. 존 뮤어와 같은 학자들은 라마가 그런 찬가가 필요하다는 것이 그의 신성한 본질에 대한 의구심을 암시하기 때문에 이 찬가에 의문을 제기했다.[83]
- 락슈미 스토트람과 사라스와티 스토트람.[84]
- 타밀어 문헌 파투파투는 아가스티야가 이차이(음악, 노래)의 대가라고 명시한다.[85]
- 칼리다사는 그의 라구밤샤(6.61)에서 아가스티야가 마두라이의 판디아 왕의 말 희생제를 주재했다고 명시한다.[86]
- 나디 샤스트라 / 나디 점성술의 저자 중 한 명

## 유산

### 사원
아가스티야를 위한 사원들은 타밀나두주에서 발견된다. 티루넬벨리 지역에는 다음과 같은 사원들이 있다.
- 아가스티야 말라 꼭대기의 아가스티야르 사원
- 암바사무드람의 아가스티스와라르 사원
- 칼리다이쿠리치의 아가스티스와라르 사원
- 파파나삼의 아가스티야르 폭포(칼리아나 티르담)에 있는 스리 아가스티야르 사원

마두라이 지역에는 다음과 같은 사원이 있다.
- 알라가르코빌에서 7km 떨어진 벨랄라파티의 아룰미구 치담바라 비나야가르 티루코일에 있는 스리 로파무드라 사메다 아가스티야르 사원.

아가스티야 동상이나 부조는 북인도, 남인도, 동남아시아의 수많은 초기 중세 사원에 나타난다. 유명한 아가스티야 사원 중 하나는 우타라칸드주의 아가스티야무니 마을에도 있다. 이 마을은 아가스티야 성인의 이름에서 유래했다. 데오가르(우타르프라데시주, 마디아프라데시주 경계 근처)의 다샤바타라 사원에는 6세기 굽타 제국 시대 아가스티야 조각상이 있다. 카르나타카주에서도 그는 마하쿠타의 말리카르주나 사원과 산두르의 파르바티 사원과 같은 여러 7세기 사원에서 존경스럽게 묘사된다. 그는 인도 아대륙 반도의 많은 찰루키아 시대 시바파 사원의 일부이다.
남아시아와 동남아시아 사원의 예술적 도상은 그가 항아리를 들고 있는 모습과 같은 공통된 주제를 보여주지만, 차이점도 있다. 예를 들어, 아가스티야는 사원 벽 안팎이나 때로는 입구의 수호자(드바라팔라)로, 배불뚝이이거나 아니거나, 머리숱이 없거나 아니거나, 단검과 검을 들었거나 들지 않았거나 하는 모습으로 묘사된다. 8세기 판디아 바위 사원군과 같은 암벽 사원과 동굴에는 아가스티야가 묘사되어 있다.

### 문학
강의 발원지인 포티가이 언덕에 있는 아가스티야 사당은 일랑고 아디갈의 실라파티카람과 치탈라이 차타나르의 마니메칼라이 서사시 모두에 언급되어 있다.
마찬가지로, 9세기 산스크리트어 희곡 아나르가라가바와 라자세카라의 바라라마야나는 스리랑카(고대 탐라파르니)에서 가장 높은 산인 아담스 피크(스리 파다) 위에 또는 그 근처에 있는 아가스티야의 사당을 언급하는데, 이곳에서 고나 나디/칼라 오야 강이 만나르만의 푸탈람 석호로 흐른다.

### 무술
마하리시 아가스티야는 타밀나두주의 인도 무술인 실람밤과 케랄라주의 인도 무술인 칼라리파야투의 남부 형태 수련자들에게도 활용되는 다양한 질병에 바르맘 지점을 사용하는 고대 치유 과학인 바르맘의 창시자로 여겨진다. 시바의 아들인 무루간이 아가스티야에게 바르맘을 가르쳤고, 아가스티야는 이에 대한 논문을 쓰고 다른 싯다르들에게 전수했다고 한다.

## 같이 보기
- 싯다르
- 티루물라르
- 타밀 타이

## 참고 문헌
- Hiltebeitel, Alf (2011). 《Reading the Fifth Veda: Studies on the Mahābhārata - Essays by Alf Hiltebeitel》. Brill Academic. ISBN 978-90-04-18566-1.
- Daniélou, Alain (1991). 《The Myths and Gods of India: The Classic Work on Hindu Polytheism from the Princeton Bollingen Series》. Inner Traditions. ISBN 978-0-89281-354-4.
- Monius, Anne E. (2001). 《Imagining a Place for Buddhism: Literary Culture and Religious Community in Tamil-Speaking South India》. Oxford University Press. ISBN 978-0-19-803206-9.
- Shulman, David (2014). 《Tamil Temple Myths: Sacrifice and Divine Marriage in the South Indian Saiva Tradition》. Princeton University Press. ISBN 978-1-4008-5692-3.
- Shulman, David (2016). 《Tamil》. Harvard University Press. 25쪽. ISBN 978-0-674-05992-4.
- van Buitenen, J. A. B. (1981). 《The Mahabharata, Volume 2: Book 2: The Book of Assembly; Book 3: The Book of the Forest》. University of Chicago Press. ISBN 978-0-226-84664-4.
- Gonda, Jan (1975). 《Handbook of Oriental Studies. Section 3 Southeast Asia, Religions, Religionen》. Brill Academic. ISBN 90-04-04330-6.
- Zvelebil, Kamil (1992). 《Companion Studies to the History of Tamil Literature》. BRILL Academic. ISBN 90-04-09365-6.
- Patton, Laurie (2014).  Julia Leslie, 편집. 《Myth and Mythmaking: Continuous Evolution in Indian Tradition》. Taylor & Francis. ISBN 978-1-136-77888-9.
- Patton, Laurie (1996). 《Myth as Argument: The Br̥haddevatā as Canonical Commentary》. Walter de Gruyter. ISBN 978-3-11-013805-4.
- Rocher, Ludo (1986). 《The Purāṇas》. Otto Harrassowitz Verlag. ISBN 978-3-447-02522-5.
- Weiss, Richard S (2009). 《Recipes for Immortality: Healing, Religion, and Community in South India》. Oxford University Press. ISBN 978-0-19-971500-8.
- Dalal, Roshen (2010). 《Hinduism: An Alphabetical Guide》. Penguin Books. ISBN 978-0-14-341421-6.
- Dalal, Roshen (2014). 《The Vedas: An Introduction to Hinduism's Sacred Texts》. Penguin Books. ISBN 978-81-8475-763-7.
- Jamison, Stephanie W.; Brereton, Joel P. (2014). 《The Rigveda》. Oxford University Press. ISBN 978-0-19-937018-4.
- Buck, William (2000). 《Ramayana》. University of California Press. ISBN 978-0-520-22703-3.

## 더 읽어보기
- T. Burrow (1958). "Sanskrit and Pre-Aryan Tribes and Languages," The Bulletin of the Ramakrishna Mission Institute of Culture (Reprinted in collected papers on Dravidian Linguistics, Annamalai University,1968.)
- 머레이 번슨 에메노. 1954 Linguistic Prehistory of India," Proceedings of the American Philosophical Society vol.98 P.282 (Reprinted in Collected Papers, Annamalai University, 1967.)
- 머레이 번슨 에메노 1956 "India As a Linguistic Area," Language, Vol.32, P. 3 (Reprinted in Collected Papers, 1967).
- G. S. Ghurye (1977). Indian Acculturation : Agastya and Skanda, Popular Prakashan, Bombay.
- A. B. Keith and A. A. MacDonnell (1912). "A Vedic Index of Names and Subjects" (2 Vols., Reprint 1967)
- F. E. Pargiter (1922). Ancient India Historical Tradition (Reprint 1962)
- 라가바 아이엥가르, M. 1913 벨리르 바라라루 (타밀어), 3판. 1964.
- R. 라가바 아이엥가르, R. 1941 타밀 바라라루 (타밀어), 안나말라이 대학교 (재판 1978)
- 힌두교 전설과 전설 사전(ISBN 0-500-51088-1) by 안나 달라피콜라
- 산스크리트-영어 사전(ISBN 0-19-864308-X) by 모니에르 모니에르-윌리엄스 경
- 마하바라타 사우프티카파르바 W.J. 존슨의 새로운 운문 번역
- 마하바라타의 서사적 이야기
- 다르마 바라티, 2007, 카르나타카주, 인도 – 아가스티아 삼히타 및 그 내용에 대한 일련의 기사를 실었다.
- 아가스티아, 아말 치트라 카타